# Kamer van volksvertegenwoordigers (samenstelling 1999-2003)
De lijst van leden van de Belgische Kamer van volksvertegenwoordigers van 1999 tot 2003. De Kamer van volksvertegenwoordigers telt 150 leden. Het federale kiesstelsel is gebaseerd op algemeen enkelvoudig stemrecht voor alle burgers en EU-onderdanen van 18 jaar en ouder, volgens een systeem van evenredige vertegenwoordiging op basis van de Methode-D'Hondt, gecombineerd met een districtenstelsel.
De 50ste legislatuur van de kamer van volksvertegenwoordigers liep van 1 juli 1999 tot 10 april 2003. Ze volgde uit de verkiezingen van 13 juni 1999.
Tijdens deze legislatuur was de regering-Verhofstadt I in functie, die steunde op een meerderheid van VLD, PRL-FDF-MCC/MR, SP/sp.a, PS, Agalev en Ecolo (ook wel paars-groen genoemd). De oppositiepartijen waren dus CVP/CD&V, PSC/cdH, Vlaams Blok, VU-ID en FN.

## Zittingen
In de 50ste zittingsperiode (1999-2003) vonden vijf zittingen plaats. Van rechtswege kwamen de Kamers ieder jaar bijeen op de tweede dinsdag van oktober.
| Zitting               | Opening         | Sluiting        |
| --------------------- | --------------- | --------------- |
| buitengewone zitting  | 1 juli 1999     | 11 oktober 1999 |
| 2de zitting 1999-2000 | 12 oktober 1999 | 9 oktober 2000  |
| 3de zitting 2000-2001 | 10 oktober 2000 | 8 oktober 2001  |
| 4de zitting 2001-2002 | 9 oktober 2001  | 7 oktober 2002  |
| 5de zitting 2002-2003 | 8 oktober 2002  | 10 april 2003   |

De Kamers werden van rechtswege ontbonden door de verklaring tot herziening van de Grondwet van 9 april 2003.

## Samenstelling
| Begin legislatuur (1999) | Begin legislatuur (1999) | Begin legislatuur (1999) | Einde legislatuur (2003) | Einde legislatuur (2003) | Einde legislatuur (2003) |
| Fractie                  | Fractie                  | Zetels                   | Fractie                  | Fractie                  | Zetels                   |
| ------------------------ | ------------------------ | ------------------------ | ------------------------ | ------------------------ | ------------------------ |
|                          | VLD                      | 23                       |                          | VLD                      | 23                       |
|                          | CVP                      | 22                       |                          | CD&V                     | 21                       |
|                          | Agalev-Ecolo             | 20                       |                          | Agalev-Ecolo             | 19                       |
|                          | PS                       | 19                       |                          | PS                       | 19                       |
|                          | PRL-FDF                  | 18                       |                          | MR                       | 18                       |
|                          | Vlaams Blok              | 15                       |                          | Vlaams Blok              | 15                       |
|                          | SP                       | 14                       |                          | sp.a                     | 14                       |
|                          | PSC                      | 10                       |                          | cdH                      | 10                       |
|                          | VU-ID                    | 8                        |                          | VU-ID                    | 8                        |
|                          | FN                       | 1                        |                          | FN                       | 1                        |
|                          |                          |                          |                          | Onafhankelijk            | 2                        |

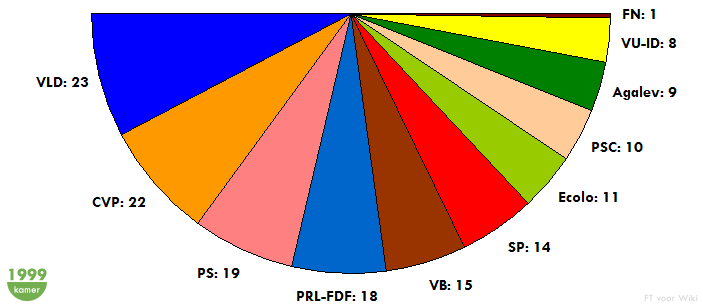
Zetelverdeling van de Kamer van volksvertegenwoordigers 1999

Wijzigingen in fractiesamenstelling:
- Vincent Decroly stapt eind 2001 uit Ecolo en zetelt als onafhankelijke.
- Karel Pinxten stapt in 2002 over van CD&V via NCD naar VLD.

Volksunie valt in 2001 uit elkaar, maar blijft samenwerken als fractie.

## Lijst van de volksvertegenwoordigers
| Volksvertegenwoordiger    | Partij         | Kieskring                                   | Taalgroep  | Opmerkingen |
| ------------------------- | -------------- | ------------------------------------------- | ---------- | --- |
| Filip Anthuenis           | VLD            | Dendermonde-Sint-Niklaas                    | Nederlands | |
| Yolande Avontroodt        | VLD            | Antwerpen                                   | Nederlands | Voorzitter van de commissie Volksgezondheid, Leefmilieu en Maatschappelijke Hernieuwing. |
| Pierre Chevalier          | VLD            | Brugge                                      | Nederlands | Werd van 14 juli 1999 tot 11 oktober 2000 als staatssecretaris in de Federale Regering vervangen door Kathleen van der Hooft. Chevalier is vanaf 12 oktober 2000 voorzitter van de commissie Buitenlandse Betrekkingen. |
| Willy Cortois             | VLD            | Brussel-Halle-Vilvoorde                     | Nederlands | Quaestor. |
| Hugo Coveliers            | VLD            | Antwerpen                                   | Nederlands | Voorzitter van de VLD-fractie. |
| Tony Smets                | VLD            | Leuven                                      | Nederlands | Vervangt vanaf 14 juli 1999 Rik Daems, die minister in de Federale Regering wordt. |
| Maggie De Block           | VLD            | Brussel-Halle-Vilvoorde                     | Nederlands | |
| Herman De Croo            | VLD            | Oudenaarde-Aalst                            | Nederlands | Parlementsvoorzitter en voorzitter van de commissie Herziening van de Grondwet en Hervorming der Instellingen. |
| Ludo Van Campenhout       | VLD            | Antwerpen                                   | Nederlands | Vervangt vanaf 23 december 1999 Etienne de Groot, die rechter aan het Arbitragehof wordt en dus de nationale politiek verlaat. |
| Frans Verhelst            | VLD            | Veurne-Diksmuide-Oostende-Ieper             | Nederlands | Vervangt vanaf 8 oktober 2002 de overleden Aimé Desimpel. |
| Jacques Germeaux          | VLD            | Hasselt-Tongeren-Maaseik                    | Nederlands | Vervangt vanaf 9 oktober 2001 minister in de Vlaamse Regering Patrick Dewael. |
| Jan Eeman                 | VLD            | Oudenaarde-Aalst                            | Nederlands | |
| Stef Goris                | VLD            | Leuven                                      | Nederlands | |
| Guy Hove                  | VLD            | Oudenaarde-Aalst                            | Nederlands | |
| Martial Lahaye            | VLD            | Veurne-Diksmuide-Oostende-Ieper             | Nederlands | |
| Pierre Lano               | VLD            | Kortrijk-Roeselare-Tielt                    | Nederlands | |
| Georges Lenssen           | VLD            | Hasselt-Tongeren-Maaseik                    | Nederlands | |
| Fientje Moerman           | VLD            | Gent-Eeklo                                  | Nederlands | |
| Bart Somers               | VLD            | Mechelen-Turnhout                           | Nederlands | |
| Jef Valkeniers            | VLD            | Brussel-Halle-Vilvoorde                     | Nederlands | Secretaris vanaf 14 juli 1999. |
| Arnold Van Aperen         | VLD            | Mechelen-Turnhout                           | Nederlands | |
| Hugo Philtjens            | VLD            | Hasselt-Tongeren-Maaseik                    | Nederlands | Vervangt vanaf 9 oktober 2001 Marilou Vanden Poel-Welkenhuysen, die besluit om zich volledig te concentreren op het burgemeesterschap van Zonhoven en dus de nationale politiek verlaat. Eerder verving hij van 14 juli 1999 tot 8 oktober 2001 Patrick Dewael, minister in de Vlaamse Regering.                                |
| Geert Versnick            | VLD            | Gent-Eeklo                                  | Nederlands | Secretaris tot 14 juli 1999 en tot 12 oktober 2000 voorzitter van de commissie Buitenlandse Betrekkingen. |
| Jos Ansoms                | CVP            | Antwerpen                                   | Nederlands | Secretaris en voorzitter van de commissie Bedrijfsleven, Wetenschapsbeleid, Onderwijs, Nationale Wetenschappelijke en Culturele Instellingen, Middenstand en Landbouw. |
| Hubert Brouns             | CVP            | Hasselt-Tongeren-Maaseik                    | Nederlands | |
| Simonne Creyf             | CVP            | Brussel-Halle-Vilvoorde                     | Nederlands | |
| Roel Deseyn               | CVP            | Kortrijk-Roeselare-Tielt                    | Nederlands | Vervangt vanaf 18 oktober 2002 José Vande Walle, die ontslag neemt om voor verjonging te zorgen. Vande Walle verving van 5 juli 2001 tot 17 oktober 2002 Stefaan De Clerck, die besloot om zich voltijds te concentreren op het burgemeesterschap van Kortrijk. De Clerck was voorzitter van de CVP-fractie tot 9 oktober 1999. |
| Greta D'hondt             | CVP            | Dendermonde-Sint-Niklaas                    | Nederlands | |
| Pieter De Crem            | CVP            | Gent-Eeklo                                  | Nederlands | |
| Mark Eyskens              | CVP            | Leuven                                      | Nederlands | |
| Luc Goutry                | CVP            | Brugge                                      | Nederlands | |
| Marcel Hendrickx          | CVP            | Mechelen-Turnhout                           | Nederlands | |
| Yves Leterme              | CVP            | Veurne-Diksmuide-Oostende-Ieper             | Nederlands | Voorzitter van de CVP/CD&V-fractie vanaf 11 januari 2001. |
| Dirk Pieters              | CVP            | Brussel-Halle-Vilvoorde                     | Nederlands | |
| Trees Pieters             | CVP            | Kortrijk-Roeselare-Tielt                    | Nederlands | |
| Karel Pinxten             | CVP            | Hasselt-Tongeren-Maaseik                    | Nederlands | Zetelt vanaf 22 november 2001 als onafhankelijke. |
| Joke Schauvliege          | CVP            | Gent-Eeklo                                  | Nederlands | |
| Paul Tant                 | CVP            | Oudenaarde-Aalst                            | Nederlands | Ondervoorzitter en voorzitter van de commissie Binnenlandse Zaken, Algemene Zaken en Openbaar Ambt. |
| Jozef Van Eetvelt         | CVP            | Mechelen-Turnhout                           | Nederlands | Quaestor. |
| Tony Van Parys            | CVP            | Gent-Eeklo                                  | Nederlands | |
| Marc Van Peel             | CVP            | Antwerpen                                   | Nederlands | Voorzitter van de CVP-fractie van 12 oktober 1999 tot 11 januari 2001. |
| Herman Van Rompuy         | CVP            | Brussel-Halle-Vilvoorde                     | Nederlands | |
| Jo Vandeurzen             | CVP            | Hasselt-Tongeren-Maaseik                    | Nederlands | |
| Daniël Vanpoucke          | CVP            | Kortrijk-Roeselare-Tielt                    | Nederlands | |
| Servais Verherstraeten    | CVP            | Mechelen-Turnhout                           | Nederlands | |
| Colette Burgeon           | PS             | Bergen-Zinnik                               | Frans      | |
| José Canon                | PS             | Charleroi-Thuin                             | Frans      | |
| Jacques Chabot            | PS             | Hoei-Borgworm                               | Frans      | |
| Léon Campstein            | PS             | Luik                                        | Frans      | Vervangt vanaf 7 maart 2001 Michel Daerden, minister in de Waalse Regering. |
| Jean-Marc Delizée         | PS             | Namen-Dinant-Philippeville                  | Frans      | |
| Jean Depreter             | PS             | Bergen-Zinnik                               | Frans      | Vervangt vanaf 11 januari 2001 Elio Di Rupo, die burgemeester van Bergen wordt. Eerder verving Depreter van 14 juli 1999 tot 5 april 2000 ook Elio Di Rupo toen die minister in de Waalse Regering was. |
| François Dufour           | PS             | Doornik-Aat-Moeskroen                       | Frans      | |
| Claude Eerdekens          | PS             | Namen-Dinant-Philippeville                  | Frans      | Voorzitter van de PS-fractie. |
| Maurice Dehu              | PS             | Nijvel                                      | Frans      | Vervangt vanaf 14 juli 1999 André Flahaut, die minister in de Federale Regering wordt. |
| Yvon Harmegnies           | PS             | Bergen-Zinnik                               | Frans      | Quaestor. |
| Jean-Pol Henry            | PS             | Charleroi-Thuin                             | Frans      | Ondervoorzitter en voorzitter van de commissie Landsverdediging. |
| Charles Janssens          | PS             | Luik                                        | Frans      | |
| Guy Larcier               | PS             | Aarlen-Bastenaken-Marche-Neufchâteau-Virton | Frans      | |
| Yvan Mayeur               | PS             | Brussel-Halle-Vilvoorde                     | Frans      | |
| Patrick Moriau            | PS             | Charleroi-Thuin                             | Frans      | |
| Karine Lalieux            | PS             | Brussel-Halle-Vilvoorde                     | Frans      | Vervangt vanaf 27 april 2000 Charles Picqué, die minister in de Federale Regering wordt. |
| Bruno Van Grootenbrulle   | PS             | Doornik-Aat-Moeskroen                       | Frans      | |
| Thierry Giet              | PS             | Luik                                        | Frans      | Vervangt vanaf 7 maart 2001 Maggy Yerna, die schepen van Luik wordt. Eerder verving hij van 14 juli 1999 tot 6 maart 2001 Michel Daerden, minister in de Waalse Regering. |
| André Frédéric            | PS             | Verviers                                    | Frans      | Vervangt vanaf 23 juli 1999 Yvan Ylieff, die minister in de Franse Gemeenschapsregering wordt. |
| Daniel Bacquelaine        | PRL            | Luik                                        | Frans      | Vanaf 14 juli 1999 voorzitter van de PRL-FDF-MCC/MR-fractie. |
| Anne Barzin               | PRL            | Namen-Dinant-Philippeville                  | Frans      | |
| Olivier Chastel           | PRL            | Charleroi-Thuin                             | Frans      | |
| Georges Clerfayt          | FDF            | Brussel-Halle-Vilvoorde                     | Frans      | |
| Denis D'hondt             | PRL            | Doornik-Aat-Moeskroen                       | Frans      | Quaestor vanaf 16 juli 1999. |
| Eric van Weddingen        | PRL            | Brussel-Halle-Vilvoorde                     | Frans      | Vervangt vanaf 18 oktober 2000 François-Xavier de Donnea, die minister in de Brusselse Hoofdstedelijke Regering wordt. Eerder verving hij van 14 juli 1999 tot 17 oktober 2000 Jacques Simonet, toen die minister in de Brusselse Hoofdstedelijke Regering was.                                                                 |
| Corinne De Permentier     | PRL            | Brussel-Halle-Vilvoorde                     | Frans      | Werd van 23 juli 1999 tot 16 oktober 2000 als minister in de Franse Gemeenschapsregering vervangen door Claude Desmedt (FDF). |
| Robert Denis              | PRL            | Verviers                                    | Frans      | Ondervoorzitter vanaf 14 juli 1999. |
| Philippe Collard          | MCC            | Aarlen-Bastenaken-Marche-Neufchâteau-Virton | Frans      | Vervangt vanaf 14 juli 1999 Antoine Duquesne (PRL), minister in de Federale Regering. Duquesne was ondervoorzitter tot 12 juli 1999. |
| Jacqueline Herzet         | PRL            | Nijvel                                      | Frans      | |
| Olivier Maingain          | FDF            | Brussel-Halle-Vilvoorde                     | Frans      | Voorzitter van de commissie Financiën en Begroting. |
| Josée Lejeune             | PRL            | Luik                                        | Frans      | |
| Serge Van Overtveldt      | PRL            | Nijvel                                      | Frans      | Vervangt vanaf 19 oktober 2000 Charles Michel, die minister in de Waalse Regering wordt. |
| Robert Hondermarcq        | PRL            | Bergen-Zinnik                               | Frans      | Vervangt vanaf 23 mei 2001 Jean-Paul Moerman, die rechter aan het Arbitragehof wordt en dus de nationale politiek verlaat. |
| Pierrette Cahay-André     | MCC            | Luik                                        | Frans      | Vervangt vanaf 14 juli 1999 Didier Reynders (PRL), die minister in de Federale Regering wordt. Reynders was voorzitter van de PRL-FDF-MCC-fractie tot 12 juli 1999. |
| Philippe Seghin           | PRL            | Charleroi-Thuin                             | Frans      | |
| Jacques Simonet           | PRL            | Brussel-Halle-Vilvoorde                     | Frans      | Werd van 14 juli 1999 tot 17 oktober 2000 als minister in de Brusselse Hoofdstedelijke Regering vervangen door Eric van Weddingen. Simonet was quaestor tot 14 juli 1999. |
| François Bellot           | PRL            | Namen-Dinant-Philippeville                  | Frans      | Vervangt vanaf 19 december 2000 Michel Wauthier, die gedeputeerde van de provincie Namen wordt. |
| Gerolf Annemans           | Vlaams Blok    | Antwerpen                                   | Nederlands | Voorzitter van de Vlaams Blok-fractie. |
| Roger Bouteca             | Vlaams Blok    | Kortrijk-Roeselare-Tielt                    | Nederlands | |
| Koen Bultinck             | Vlaams Blok    | Veurne-Diksmuide-Oostende-Ieper             | Nederlands | |
| Alexandra Colen           | Vlaams Blok    | Antwerpen                                   | Nederlands | |
| Guy D'haeseleer           | Vlaams Blok    | Oudenaarde-Aalst                            | Nederlands | |
| Filip De Man              | Vlaams Blok    | Brussel-Halle-Vilvoorde                     | Nederlands | |
| Hagen Goyvaerts           | Vlaams Blok    | Leuven                                      | Nederlands | |
| Bart Laeremans            | Vlaams Blok    | Brussel-Halle-Vilvoorde                     | Nederlands | |
| Jan Mortelmans            | Vlaams Blok    | Mechelen-Turnhout                           | Nederlands | |
| Bert Schoofs              | Vlaams Blok    | Hasselt-Tongeren-Maaseik                    | Nederlands | |
| Luc Sevenhans             | Vlaams Blok    | Antwerpen                                   | Nederlands | |
| John Spinnewyn            | Vlaams Blok    | Mechelen-Turnhout                           | Nederlands | |
| Guido Tastenhoye          | Vlaams Blok    | Antwerpen                                   | Nederlands | |
| Jaak Van den Broeck       | Vlaams Blok    | Dendermonde-Sint-Niklaas                    | Nederlands | |
| Francis Van den Eynde     | Vlaams Blok    | Gent-Eeklo                                  | Nederlands | Ondervoorzitter tot 9 oktober 2001 en voorzitter van de commissie Infrastructuur, Verkeer en Overheidsbedrijven. |
| Ludwig Vandenhove         | SP             | Hasselt-Tongeren-Maaseik                    | Nederlands | Vervangt vanaf 2 december 1999 Eddy Baldewijns, die adjunct-secretaris-generaal van de Benelux-unie wordt. |
| Marcel Bartholomeeussen   | SP             | Antwerpen                                   | Nederlands | |
| Hans Bonte                | SP             | Brussel-Halle-Vilvoorde                     | Nederlands | |
| Els Haegeman              | SP             | Kortrijk-Roeselare-Tielt                    | Nederlands | Vervangt vanaf 25 september 2001 Erik Derycke, die rechter aan het Arbitragehof wordt. |
| Fred Erdman               | SP             | Antwerpen                                   | Nederlands | Voorzitter van de commissie Justitie. |
| Dalila Douifi             | SP             | Brugge                                      | Nederlands | Vervangt vanaf 14 juli 1999 Renaat Landuyt, die minister wordt in de Vlaamse Regering. Landuyt was voorzitter van de SP-fractie tot 13 juli 1999. |
| Jan Peeters               | SP             | Mechelen-Turnhout                           | Nederlands | Secretaris vanaf 16 juli 1999. |
| André Schellens           | SP             | Leuven                                      | Nederlands | |
| Daan Schalck              | SP             | Gent-Eeklo                                  | Nederlands | Vervangt vanaf 14 juli 1999 Luc Van den Bossche, die minister in de Federale Regering wordt. |
| Dirk Van der Maelen       | SP             | Oudenaarde-Aalst                            | Nederlands | Secretaris tot 16 juli 1999 en vanaf 16 juli 1999 voorzitter van de SP/sp.a-fractie. |
| Patrick Lansens           | SP             | Veurne-Diksmuide-Oostende-Ieper             | Nederlands | Vervangt vanaf 14 juli 1999 Johan Vande Lanotte, die minister in de Federale Regering wordt. |
| Peter Vanvelthoven        | SP             | Hasselt-Tongeren-Maaseik                    | Nederlands | |
| Henk Verlinde             | SP             | Brugge                                      | Nederlands | |
| Magda De Meyer            | SP             | Dendermonde-Sint-Niklaas                    | Nederlands | Vervangt vanaf 23 juli 1999 Freddy Willockx, die regeringscommissaris in de Federale Regering wordt. |
| Marie-Thérèse Coenen      | Ecolo          | Brussel-Halle-Vilvoorde                     | Frans      | Quaestor vanaf 11 januari 2001. |
| Martine Dardenne          | Ecolo          | Namen-Dinant-Philippeville                  | Frans      | |
| Vincent Decroly           | Ecolo          | Brussel-Halle-Vilvoorde                     | Frans      | Zetelt vanaf 22 november 2001 als onafhankelijke. Decroly was secretaris van 16 juli tot 12 oktober 1999. |
| Zoé Genot                 | Ecolo          | Brussel-Halle-Vilvoorde                     | Frans      | Vervangt vanaf 14 juli 1999 Olivier Deleuze, die staatssecretaris wordt in de Federale Regering. |
| Muriel Gerkens            | Ecolo          | Luik                                        | Frans      | Vervangt vanaf 23 juli 1999 Thierry Detienne, die minister wordt in de Waalse Regering. Detienne was secretaris tot 15 juli 1999. Gerkens zelf is vanaf 18 september 2001 voorzitter van de Ecolo-Agalev-fractie. |
| Claudine Drion            | Ecolo          | Luik                                        | Frans      | |
| Michèle Gilkinet          | Ecolo          | Nijvel                                      | Frans      | |
| Mirella Minne             | Ecolo          | Charleroi-Thuin                             | Frans      | Secretaris van 12 oktober 1999 tot 9 oktober 2001. |
| Géraldine Pelzer-Salandra | Ecolo          | Verviers                                    | Frans      | |
| Bernard Baille            | Ecolo          | Charleroi-Thuin                             | Frans      | Vervangt vanaf 1 september 2002 Paul Timmermans, die voorzitter van de Ecolo-afdeling van Thuin wordt en dit niet wil cumuleren met het mandaat van Kamerlid. |
| Gérard Gobert             | Ecolo          | Bergen-Zinnik                               | Frans      | Vervangt vanaf 10 januari 2001 Jean-Pierre Viseur, die Ecolo-fractieleider wordt in de gemeenteraad van Bergen en dit niet wil cumuleren met het mandaat van Kamerlid. Viseur was quaestor tot 10 januari 2001. |
| Jean-Pierre Detremmerie   | PSC            | Doornik-Aat-Moeskroen                       | Frans      | |
| Richard Fournaux          | PSC            | Namen-Dinant-Philippeville                  | Frans      | |
| Jean-Pierre Grafé         | PSC            | Luik                                        | Frans      | Voorzitter van de commissie belast met de problemen inzake Handels- en Economisch Recht. |
| Raymond Langendries       | PSC            | Nijvel                                      | Frans      | Vanaf 23 augustus 2001 voorzitter van de PSC/cdH-fractie. |
| Jacques Lefevre           | PSC            | Bergen-Zinnik                               | Frans      | Voorzitter van de PSC-fractie tot 13 juli 1999. |
| Joëlle Milquet            | PSC            | Brussel-Halle-Vilvoorde                     | Frans      | |
| Luc Paque                 | PSC            | Hoei-Borgworm                               | Frans      | |
| Josy Arens                | PSC            | Aarlen-Bastenaken-Marche-Neufchâteau-Virton | Frans      | Vervangt vanaf 23 augustus 2001 Jean-Pol Poncelet, die directeur wordt bij de Europese Ruimtevaartorganisatie. Poncelet was voorzitter van de PSC-fractie van 13 juli 1999 tot 15 augustus 2001. |
| André Smets               | PSC            | Verviers                                    | Frans      | |
| Jean-Jacques Viseur       | PSC            | Charleroi-Thuin                             | Frans      | |
| Leen Laenens              | Agalev         | Antwerpen                                   | Nederlands | Vervangt vanaf 12 oktober 1999 Eddy Boutmans, die staatssecretaris in de Federale Regering wordt. |
| Anne-Mie Descheemaeker    | Agalev         | Kortrijk-Roeselare-Tielt                    | Nederlands | |
| Kristien Grauwels         | Agalev         | Leuven                                      | Nederlands | Secretaris vanaf 13 december 2002. |
| Simonne Leen              | Agalev         | Dendermonde-Sint-Niklaas                    | Nederlands | |
| Fauzaya Talhaoui          | Agalev         | Antwerpen                                   | Nederlands | |
| Liliane De Cock           | Agalev         | Gent-Eeklo                                  | Nederlands | Vervangt vanaf 28 augustus 2002 Jef Tavernier, die minister in de Federale Regering wordt. Tavernier was voorzitter van de Ecolo-Agalev-fractie tot 18 september 2001 en secretaris van 9 oktober 2001 tot 28 augustus 2002. |
| Peter Vanhoutte           | Agalev         | Hasselt-Tongeren-Maaseik                    | Nederlands | |
| Lode Vanoost              | Agalev         | Brussel-Halle-Vilvoorde                     | Nederlands | Ondervoorzitter tot 18 april 2002. |
| Joos Wauters              | Agalev         | Mechelen-Turnhout                           | Nederlands | Ondervoorzitter vanaf 18 april 2002 en voorzitter van de commissie Sociale Zaken. |
| Fons Borginon             | VU-ID          | Antwerpen                                   | Nederlands | |
| Geert Bourgeois           | VU-ID          | Kortrijk-Roeselare-Tielt                    | Nederlands | Voorzitter van de VU-ID-fractie tot 15 januari 2000. |
| Frieda Brepoels           | VU-ID          | Hasselt-Tongeren-Maaseik                    | Nederlands | Voorzitter van de VU-ID-fractie vanaf 20 januari 2000. |
| Danny Pieters             | VU-ID          | Leuven                                      | Nederlands | |
| Annemie Van de Casteele   | VU-ID          | Brussel-Halle-Vilvoorde                     | Nederlands | |
| Karel Van Hoorebeke       | VU-ID          | Gent-Eeklo                                  | Nederlands | |
| Els Van Weert             | VU-ID          | Mechelen-Turnhout                           | Nederlands | |
| Ferdy Willems             | VU-ID          | Dendermonde-Sint-Niklaas                    | Nederlands | |
| Daniel Féret              | Front National | Charleroi-Thuin                             | Frans      | |

## Commissies
Op 16 juli 1999 werd een parlementaire onderzoekscommissie opgericht  belast met een onderzoek van de Belgische vlees-, zuivel- en eierproductie en naar de politieke verantwoordelijkheden in het licht van de zogenaamde "dioxinecrisis".
Op 24 februari 2000 werd een parlementaire onderzoekscommissie opgericht belast met het vaststellen van de precieze omstandigheden waarin Patrice Lumumba werd vermoord en van de eventuele betrokkenheid daarbij van Belgische politici.
Op 20 december 2001 werd een parlementaire onderzoekscommissie opgericht van de omstandigheden die hebben geleid tot het faillissement van Sabena, de bepaling van de eventuele verantwoordelijkheden en de formulering van aanbevelingen voor de toekomst.